# Paulino Savirón Caravantes
Paulino Savirón Caravantes (Zaragoza, 12 de noviembre de 1865-Zaragoza, 19 de mayo de 1947) fue un químico y profesor universitario español.

## Biografía
Nacido en Zaragoza, y después de pasar su infancia en Pamplona, cursó los estudios de Química en la Universidad Central de Madrid, donde se doctoró. Catedrático de Química Inorgánica en la Facultad de Ciencias de la Universidad de Zaragoza, decano de su facultad de 1903 a 1918 y posteriormente vicerrector y rector de la misma universidad desde 1933 hasta 1935, fecha de su jubilación en la que fue nombrado rector honorario y se le honró con el título de doctor honoris causa.
Fue presidente de la Real Academia de Ciencias Exactas, Físicas, Químicas y Naturales de Zaragoza y el 15 de junio de 1935 fue nombrado miembro de la Real Academia de Ciencias y Artes de Barcelona.
Gran aficionado a la música, gracias a la educación e influencia recibida de su tío, Pedro Caravantes y Enguera, prestigioso organista, impulsó la creación de la Sociedad Filarmónica de Zaragoza.